# Platysenta roxana
Platysenta roxana är en fjärilsart som beskrevs av Druce 1898. Platysenta roxana ingår i släktet Platysenta och familjen nattflyn. Inga underarter finns listade i Catalogue of Life.